# Alfa Romeo Alfetta
O Alfetta é um fastback da Alfa Romeo.
|  |  |

## Motores
| Especificações    | Especificações | Especificações | Especificações   | Especificações    | Especificações                  |
| Modelo            | Tipo           | Disposição     | Potência         | Torque            | Notas                           |
| ----------------- | -------------- | -------------- | ---------------- | ----------------- | ------------------------------- |
| 1.6               | I4             | 1570 cc        | 109 cv (80,2 kW) | 142 Nm @ 4300 rpm | -                               |
| 1.8               | I4             | 1779 cc        | 122 cv (89,7 kW) | 167 Nm @ 4400 rpm | -                               |
| 2.0               | I4             | 1962 cc        | 122 cv (89,7 kW) | 175 Nm @ 4000 rpm | -                               |
| 2.0               | I4             | 1962 cc        | 130 cv (95,6 kW) | 178 Nm @ 4000 rpm | -                               |
| 2.0 Turbo         | I4             | 1962 cc        | 150 cv (110 kW)  | 231 Nm @ 3500 rpm | GTV 2000 Turbodelta             |
| 2.5 V6            | V6             | 2492 cc        | 160 cv (118 kW)  | 213 Nm @ 4000 rpm | GTV6                            |
| 2.5 V6 Twin Turbo | V6             | 2492 cc        | 233 cv (171 kW)  | 322 Nm @ 2500 rpm | GTV6 Callaway                   |
| 2.6 V8            | V8             | 2593 cc        | 200 cv (147 kW)  | 270 Nm @ 4750 rpm | GTV8, Altodelta edição limitada |
| 2.0 Turbodiesel   | I4             | 1995 cc        | 82 cv (60,3 kW)  | 162 Nm @ 2300 rpm | somente sedan                   |
| 2.4 Turbodiesel   | I4             | 2393 cc        | 95 cv (69,9 kW)  | 196 Nm @ 2300 rpm | somente sedan                   |